# Dear Mr. Wonderful
Dear Mr. Wonderful ist eine melancholisch-nüchterne Filmbetrachtung des Lebens eines kleinen New Yorker Barbesitzers, der unerschütterlich für seine Träume kämpft. Joe Pesci spielt ihn in dieser englischsprachigen, deutschen Inszenierung von Peter Lilienthal aus dem Jahre 1982.

## Handlung
Ruby Dennis lebt und arbeitet am Stadtrand von New York, wo er einen kleinen und ziemlich heruntergekommenen Nachtclub mit dem euphemistischen Namen “Ruby’s Palace” mit angeschlossener Bowlingbahn besitzt. Seine ganze Liebe gehört dem Gesang, den er jedoch mehr schlecht als recht ausübt. Selbst der prominente Entertainer Tony Martin, den er eines Abends in seinen Räumen als Gast begrüßen darf, ist von Rubys stimmlichen Können eher mäßig angetan. Er verschwindet inmitten der zweiten Gesangsnummer heimlich. Ruby, dessen Leidenschaft für den Gesang und das Entertainment über seinem Können als Geschäftsmann steht und der hofft, eines Tages in Las Vegas groß durchstarten zu können, nähert sich im Lauf der Geschichte einer spirituellen Krise, die in einem veritablen Zusammenbruch zu münden droht. Die Drangsalierungen durch Baulöwen, die sein Grundstück für eine Rundumsanierung der Gegend unbedingt erwerben möchten, machen sein Leben auch nicht leichter.
Diverse Charaktere des Films kreuzen Rubys Leben, ihre Nebenhandlungen runden die Geschichte eines im Kern guten, unerschütterlich optimistischen, verhinderten Entertainers ab: Da ist zum Beispiel die Nachwuchssängerin Sharon, für die sich Ruby zu interessieren beginnt und mit der er ausgeht. Oder Rubys bei ihm lebende Schwester Paula, die soeben ihr Leben neu ordnet: Sie hat ihren Job hingeworfen und will sich für die Bedürftigen der Stadt einsetzen. Ihr Sohn Raymond droht derweil in die Kriminalität abzurutschen. Paula glaubt, dass der durch seinen Barbesitzer-Job eigentlich hartgesottene Ruby ihn am ehesten davon abhalten könnte. Schließlich zerstören die Abrissbirnen der Immobilienspekulanten durch die Zertrümmerung der Bowlingbahn vorerst seinen bisherigen Lebensinhalt und Ruby steht vor den Ruinen seiner Existenz. Doch ein zäher New Yorker wie er gibt nicht einfach auf …

## Produktionsnotizen
Dear Mr. Wonderful entstand vor Ort in New York City und wurde erstmals während der Hamburger Kinotage im Juli 1982 öffentlich gezeigt.
Der WDR und der SFB waren bei diesem Film die Mitproduzenten des deutschen Fernsehens. Jeffrey Townsend gestaltete die Kinofilmbauten.

## Kritiken
Die Fachzeitschrift Cinema verortete hier einen Film „mit leisen Zwischentönen“. Dear Mr. Wonderful verdichte „den Alltag seiner Personen zu einer spannenden Geschichte zwischen Hoffnung, Liebe, Resignation und Kampf“.
Für die Deutsche Kinemathek ist der Film kurz “Lilienthals Liebeserklärung an die Stadt New York.”
Janet Maslin schrieb in der New York Times: “Es gibt eine Reihe von Details an dem Film, die nicht ganz wahr klingen, aber durch ihre Inkongruenz überzeugend sind. (…) Herr Lilienthal hat eine hervorragende und sehr natürliche Besetzung zusammengestellt, und die Darbietungen verleihen dem Film eine Authentizität, die ihm sonst vielleicht fehlen würde. Mr. Pesci gibt einen glaubwürdigen und berührenden Ruby, und er singt überhaupt nicht schlecht. Miss Ludwig bringt viel Lebendigkeit in die Rolle von Rubys bedrängter Schwester. Obwohl eine Nebenhandlung über die Zukunft der Bowlingbahn weniger effektiv inszeniert ist als einige der häuslichen Szenen, wird das Ambiente von Ruby’s Palace lebendig wiedergegeben. Ein Gastauftritt von Tony Martin, der einen kurzen Besuch im Nachtclub macht und dann, während Ruby singt, zum Bowlen geht, trägt ebenfalls zur seltsamen, aber echten Unmittelbarkeit des Films bei.”
Im Lexikon des Internationalen Films heißt es: „Eine handlungsarme, spröde Geschichte, die das treffende, vielschichtige und menschlich-bewegende Charakterbild eines Einzelgängers vor dem Hintergrund von Gewalt und Korruption zeichnet.“